# Виза (Каменц)

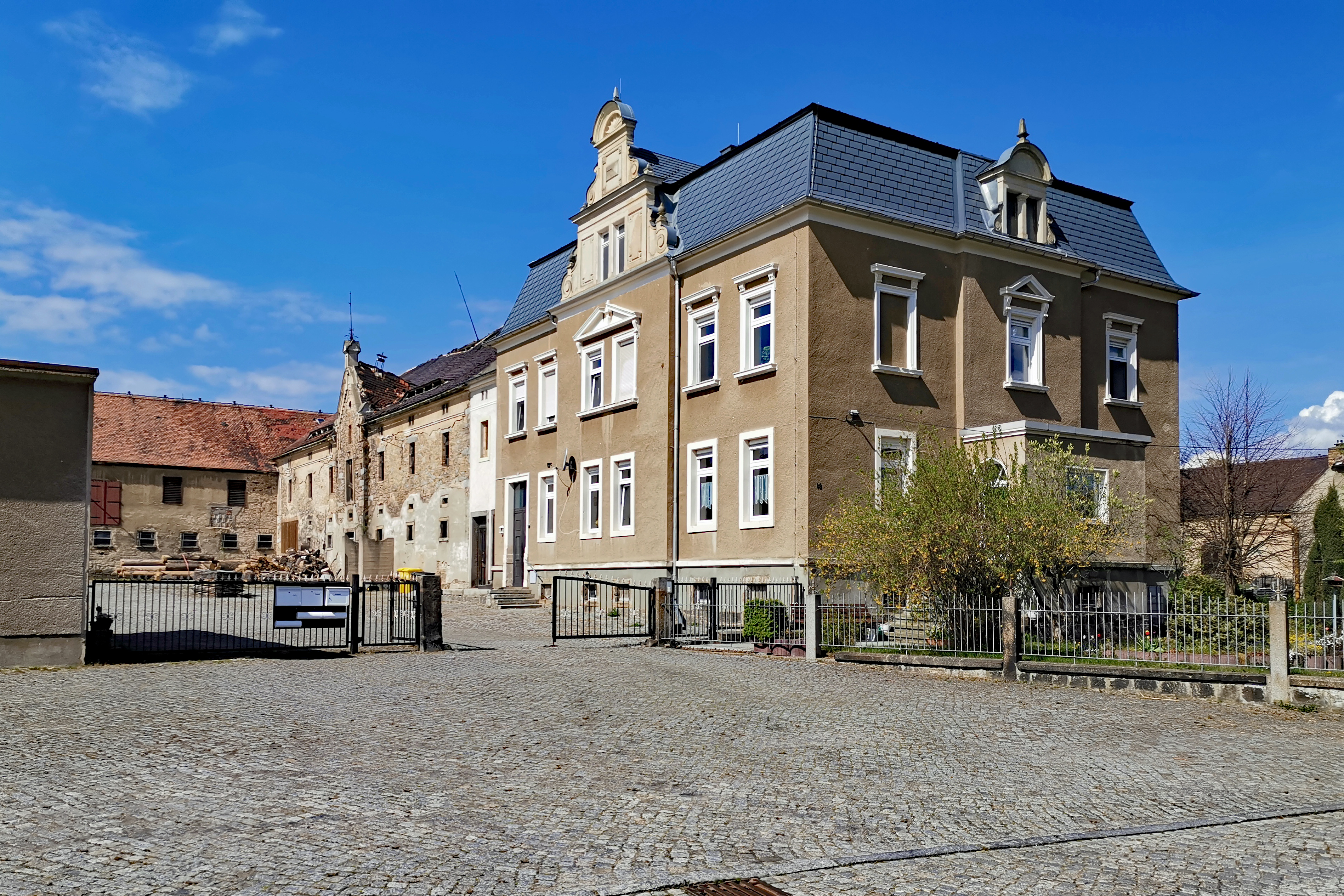

Ви́за или Бре́зня (нем. Wiesa; в.-луж. Brěznjaо файле) — сельский населённый пункт в границах Каменца, район Баутцен, федеральная земля Саксония, Германия.

## География
Находится на юго-востоке Каменца на берегу реки Шварце-Эльстер (серболужицкое наименование — Чорны-Гальштров). Деревня расположена вдоль улицы Bischofswerdaer Straßе (Biskopičanska), которая соединяет населённый пункт с Каменцем и одновременно является автомобильной дорогой K9239 (Каменц — Бишофсверда). На востоке от деревни проходит автомобильная дорога S100. На юго-западе от деревни находится холм Хайдельберг (Heidelberg) высотой 283 метров и на северо-западе — холм Гикельсберг (Gickelsberg) высотой 209 метров.
На юго-востоке от деревни находится каменоломня по добыче гранодиорита «Eurovia Wiesa» и угольная шахта — на востоке за дорогой S100.
Соседние населённые пункты: на севере — Каменц, на востоке — деревня Тонберг (Глиновц, в городских границах Каменца), на юге — Притиц (Протецы, в городских границах Эльстры) и на западе — деревня Геленау (Йеленёв, в городских границах Каменца).

## История
Впервые упоминается в 1248 году в личном латинском имени «Godescalus de Prato» (Годескал из Прато). Населённый пункт сформировался в форме Валдхуфендорфа с рекой Шварце-Эльстер, представляющей собой центральную ось деревни.
В средние века деревня принадлежала женскому монастырю Мариенштерн. В XIX веке на востоке деревни стали разрабатываться карьеры по добыче гранодиорита (современное предприятие «Eurovia Wiesa»). В это же время была открыта грузовая станция «Wiesa», предназначенная для перевозки добытых полезных ископаемых и которая в настоящее время не действует. В 1974 году Виза вошла в городские границы Каменца.
В 2017 году городской совет Каменца ободрил проект по застройки жилого района около бывшей станции под названием «Wohnbebauung Am Bahnhof» площадью 1,1 гектара.
В настоящее время деревня входит в состав культурно-территориальной автономии «Лужицкая поселенческая область», на территории которой действуют законодательные акты земель Саксонии и Бранденбурга, содействующие сохранению лужицких языков и культуры лужичан.
Исторические немецкие наименования:
- Godescalus de Prato, 1248
- in Prato, 1263
- villa que Pratum dicitur, 1264
- Wese, 1317
- Wezen, 1374
- Wolfram von der Wesin, 1401
- sedelhof genant die Wissen, 1421
- Wise, Wese, Wiese, 1504
- Wiesa, 1665
- Wiesa b. Kamenz, 1875

## Население
Официальным языком в населённом пункте, помимо немецкого, является также верхнелужицкий язык.
Лужицкий демограф Арношт Черник в своём сочинении «Die Entwicklung der sorbischen Bevölkerung» указывает, что в 1956 году при общей численности в 1904 жителей серболужицкое население деревни составляло 1,7 % (из них 19 взрослых владели активно верхнелужицким языком и 13 несовершеннолетних свободно владели языком).
| 1834 | 1871 | 1890 | 1910 | 1925 | 1939 | 1946 | 1950 | 1964 | 2011 |
| ---- | ---- | ---- | ---- | ---- | ---- | ---- | ---- | ---- | ---- |
| 442  | 646  | 953  | 1288 | 1383 | 1558 | 1816 | 1888 | 1804 | 705  |